# Mistrzostwa Europy w Lekkoatletyce 1986 – bieg na 3000 m z przeszkodami mężczyzn

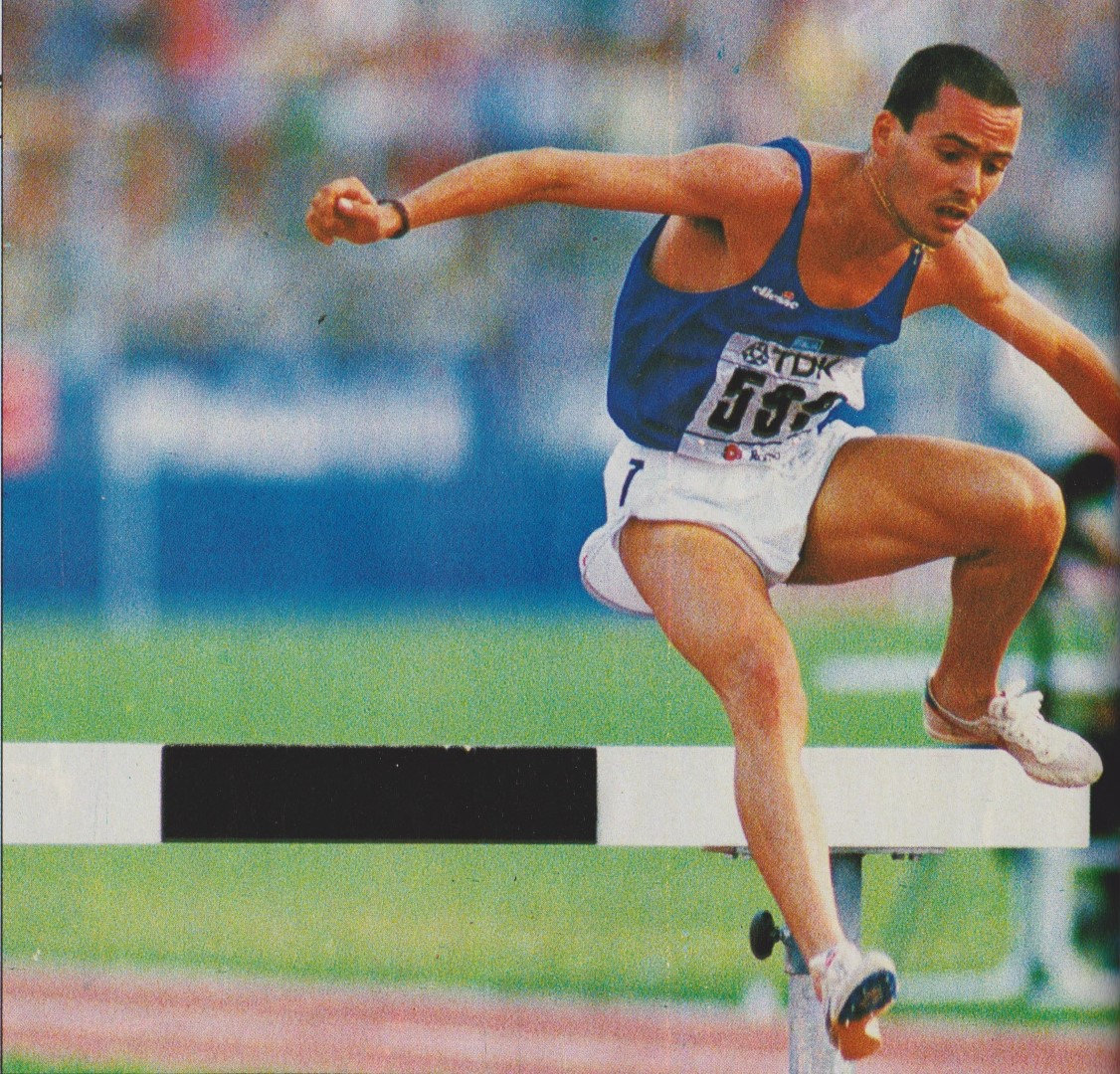
Francesco Panetta

Bieg na dystansie 3000 metrów z przeszkodami mężczyzn był jedną z konkurencji rozgrywanych podczas XIV mistrzostw Europy w Stuttgarcie. Biegi eliminacyjne zostały rozegrane 27 sierpnia, a bieg finałowy 29 sierpnia 1986 roku. Zwycięzcą tej konkurencji został reprezentant Niemieckiej Repunbliki Demokratycznej Hagen Melzer. W rywalizacji wzięło udział dwudziestu czterech zawodników z szesnastu reprezentacji.

## Rekordy
| Rekord świata     | Henry Rono (KEN)           | 8:05,04 | Seattle, Stany Zjednoczone | 13.05.1978 |
| Rekord Europy     | Joseph Mahmoud (FRA)       | 8:07,62 | Bruksela, Belgia           | 24.08.1984 |
| Rekord mistrzostw | Bronisław Malinowski (POL) | 8:15,04 | Rzym, Włochy               | 07.09.1974 |

## Wyniki

### Eliminacje
Rozegrano dwa biegi eliminacyjne. Do finału awansowało po sześciu najlepszych zawodników każdego biegu eliminacyjnego (Q) oraz trzech spośród pozostałych z najlepszym czasem (q).
Bieg 1
| Miejsce | Zawodnik          | Czas    | Uwagi |
| ------- | ----------------- | ------- | ----- |
| 1       | Tommy Ekblom      | 8:24,05 | Q     |
| 2       | Hagen Melzer      | 8:24,07 | Q     |
| 3       | Roger Hackney     | 8:24,49 | Q     |
| 4       | Gábor Markó       | 8:24,51 | Q     |
| 5       | Rainer Schwarz    | 8:25,42 | Q     |
| 6       | Pascal Debacker   | 8:25,22 | Q     |
| 7       | Francesco Panetta | 8:25,44 | q     |
| 8       | Henryk Jankowski  | 8:26,51 | q     |
| 9       | Francisco Sánchez | 8:29,32 |       |
| 10      | Are Nakkim        | 8:45,95 |       |
| 11      | Wolfgang Konrad   | 8:54,33 |       |
| –       | Brendan Quinn     | DNF     |       |

Bieg 2
| Miejsce | Zawodnik                | Czas    | Uwagi |
| ------- | ----------------------- | ------- | ----- |
| 1       | William Van Dijck       | 8:26,52 | Q     |
| 2       | Colin Reitz             | 8:26,86 | Q     |
| 3       | Bogusław Mamiński       | 8:27,11 | Q     |
| 4       | Patriz Ilg              | 8:27,14 | Q     |
| 5       | Joseph Mahmoud          | 8:27,47 | Q     |
| 6       | José Regalo             | 8:27,65 | Q     |
| 7       | Mykoła Matjuszenko      | 8:27,98 | q     |
| 8       | Raymond Pannier         | 8:26,73 |       |
| 9       | Roland Hertner          | 8:36,46 |       |
| 10      | Jorge Bello             | 8:38,13 |       |
| 11      | Roger Gjøvåg            | 8:39,62 |       |
| 12      | Alessandro Lambruschini | 8:49,50 |       |

### Finał
| Miejsce | Zawodnik           | Czas    | Uwagi |
| ------- | ------------------ | ------- | ----- |
| 1       | Hagen Melzer       | 8:16,65 |       |
| 2       | Francesco Panetta  | 8:16,85 |       |
| 3       | Patriz Ilg         | 8:16,92 |       |
| 4       | Colin Reitz        | 8:18,12 |       |
| 5       | William Van Dijck  | 8:20,19 |       |
| 6       | Joseph Mahmoud     | 8:20,25 |       |
| 7       | Rainer Schwarz     | 8:20,90 |       |
| 8       | Roger Hackney      | 8:20,97 |       |
| 9       | José Regalo        | 8:21,47 | NR    |
| 10      | Tommy Ekblom       | 8:28,32 |       |
| 11      | Pascal Debacker    | 8:34,95 |       |
| 12      | Henryk Jankowski   | 8:36,55 |       |
| 13      | Gábor Markó        | 8:38,78 |       |
| –       | Bogusław Mamiński  | DNF     |       |
| –       | Mykoła Matjuszenko | DNF     |       |